# Renilla tentaculata
Renilla tentaculata is een Pennatulaceasoort uit de familie van de Renillidae. De wetenschappelijke naam van de soort is voor het eerst geldig gepubliceerd in 1996 door Zamponi, Perez & Capitali.